# فرناندو فوينتيس
فرناندو فوينتيس (بالإسبانية: Fernando Fuentes Piñero)‏ هو راكب الكنو إسباني، ولد في 24 سبتمبر 1969.

## وصلات خارجية
- فرناندو فوينتيس على موقع أوليمبيديا (الإنجليزية)